# Fałdówka biała

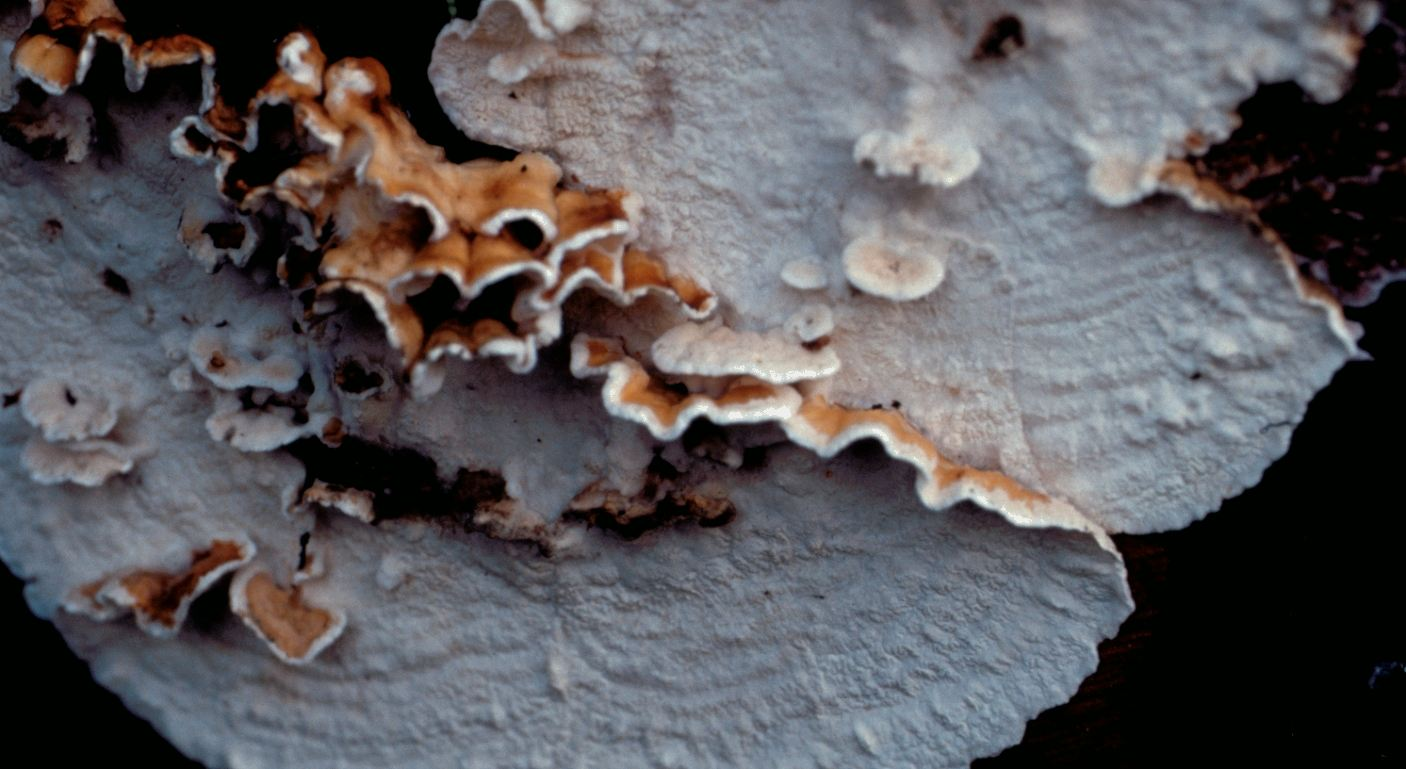

Fałdówka biała (Plicatura nivea (Fr.) P. Karst.) – gatunek grzybów z rzędu pieczarkowców (Agaricales).

## Systematyka i nazewnictwo
Pozycja w klasyfikacji według Index Fungorum: Plicatura, Incertae sedis, Agaricales, Agaricomycetidae, Agaricomycetes, Agaricomycotina, Basidiomycota, Fungi.
Takson ten w 1828 roku opisał Elias Fries, nadając mu nazwę Merulius niveus. Obecną, uznaną przez Index Fungorum nazwę nadał mu Petter Adolf Karsten w 1889 r. Synonimy:
- Merulius niveus Fr. 1828
- Merulius rimosus Berk. ex Cooke 1891
- Plicatura alni Peck 1872
- Sesia nivea (Fr.) Kuntze 1891
- Trogia alni (Peck) Peck 1878

Nazwę polską zaproponował Władysław Wojewoda w 2003 r.

## Morfologia
Owocnik
Rozpostarto-odgięty, luźno przyczepiony do podłoża, pofalowany, w stanie żywym miękki i elastyczny, po wysuszeniu kruchy i bardzo lekki. Górna strona w młodych owocnikach gładka i biała, w starszych delikatnie aksamitna, szarawa. Powierzchnia hymenialna początkowo biała i gładka, ale z czasem żółtawa lub jasnobeżowobrązowa, a w stanie suchym pomarańczowa do jasnobrązowej. W dojrzałych owocnikach powierzchnia hymenialna staje się wyraźnie i nieregularnie pofałdowana, ale bez listewek.
Cechy mikroskopowe
System strzępkowy monomityczny. Strzępki z dużymi sprzążkami, w subhymenium o szerokości 23 µm, cienkościenne i silnie rozgałęzione. Strzępki subikulum o szerokości 3–6 µm, przy sprzążkach do 10 mm. Większość strzępek ma nieco pogrubione ściany, jest prosta, słabo rozgałęziona, z nielicznymi anastomozami. Cystyd brak. Podstawki prawie cylindryczne lub wąsko maczugowate, 12–18 × 3–4 µm, z czterema sterygmami i sprzążką w podstawie. Bazydiospory 4–4,5 × 1 µm, kiełbaskowate, gładkie, cienkościenne, amyloidalne, niecyjanofilne.

## Występowanie i siedlisko
Znane jest występowanie fałdówki białej w Ameryce Północnej (w USA i Kanadzie) i Europie. Jest pospolita w olsach wzdłuż wybrzeży Bałtyku. W Polsce do 2003 r. znane było tylko jedno stanowisko i to już historyczne, podane przez B. Eichlera w 1901 r. w Międzyrzeczu Podlaskim. Według W. Wojewody rozprzestrzenienie tego gatunku i stopień zagrożenia w Polsce nie są znane.
Nadrzewny grzyb saprotroficzny. Występuje na martwych, zwisających lub zwalonych gałęziach, stojących lub zwalonych martwych pniach olchy, rzadko na innych drzewach liściastych, np. gruszach, wierzbach, brzozach, a w jednym przypadku znaleziono go na świerku. W Polsce opisany został na martwych pniach topoli osiki.

## Gatunki podobne
Fałdówka biała jest łatwo rozpoznawalna po białym kolorze, nieregularnie pomarszczonym hymenium i szklistych, wyraźnie amyloidalnych zarodnikach. Co prawda jej starsze owocniki ciemnieją i z górnej strony stają się podobne do owocników fałdówki kędzierzawej, ale ta zawsze ma warstwę hymenialną wyraźnie listewkowatą.